# Cantone di Bourganeuf
Il Cantone di Bourganeuf è una divisione amministrativa dell'arrondissement di Aubusson e dell'arrondissement di Guéret.
A seguito della riforma approvata con decreto del 17 febbraio 2014, che ha avuto attuazione dopo le elezioni dipartimentali del 2015, è passato da 13 a 17 comuni.

## Composizione
I 13 comuni facenti parte prima della riforma del 2014 erano:
- Auriat
- Bosmoreau-les-Mines
- Bourganeuf
- Faux-Mazuras
- Mansat-la-Courrière
- Masbaraud-Mérignat
- Montboucher
- Saint-Amand-Jartoudeix
- Saint-Dizier-Leyrenne
- Saint-Martin-Sainte-Catherine
- Saint-Pierre-Chérignat
- Saint-Priest-Palus
- Soubrebost

Dal 2015 i comuni appartenenti al cantone sono i seguenti 17:
- Auriat
- Bosmoreau-les-Mines
- Bourganeuf
- Faux-Mazuras
- Mansat-la-Courrière
- Masbaraud-Mérignat
- Montboucher
- Saint-Amand-Jartoudeix
- Saint-Dizier-Leyrenne
- Saint-Junien-la-Bregère
- Saint-Martin-Sainte-Catherine
- Saint-Moreil
- Saint-Pardoux-Morterolles
- Saint-Pierre-Chérignat
- Saint-Pierre-Bellevue
- Saint-Priest-Palus
- Soubrebost